# Ardud
Ardud (en hongarès: Erdőd, Pronunciació hongaresa: [ˈɛrdøːd]; alemany: Erdeed) és una ciutat situada al comtat de Satu Mare, Transsilvània (Romania). Administra cinc pobles: Ardud-Vii (Erdődhegy), Baba Novac (Lajosmajor), Gerăușa (Oláhgyűrűs), Mădăras (Nagymadarász) i Sărătura (Sóspuszta).

## Història
Té una història complexa, ja que en diferents períodes va formar part del Regne d'Hongria, l'Imperi Otomà, la Monarquia dels Habsburg i el Regne de Romania.
El 1920 la ciutat va passar a formar part de Romania, en virtut del tractat de Trianon que va concloure la Primera Guerra Mundial. Com a resultat del Segon Premi de Viena, va passar a formar part d'Hongria entre 1940 i 1945. Des de llavors forma part de Romania.
El cens del 2011 va registrar una població total de 5.889 habitants. D’aquests, el 59,2% eren romanesos, el 18,6% hongaresos, el 16,1% gitanos i el 4,8% alemanys. El 2002, el 41,7% eren ortodoxos romanesos, el 32,7% catòlics, el 13,9% grecs-catòlics, el 5,1% pentecostal, el 4,2% reformats i el 2,3% baptista.

## Residents notables
- Sándor Petőfi i Júlia Szendrey es van casar a Ardud.[cal citació]
- Ardud és la ciutat natal de l'arquebisbe, cardenal i estadista hongarès Tamás Bakócz.

## Relacions Internacionals
Ardud està agermanada amb:
- Trevoux (1990)
- La Martyre (1992)
- Szakoly (2004)
- Napkor (2005)
- Velyki Berehy (2005)